# Shofar
Shofar – projekt muzyczny powstały z inicjatywy Raphaela Rogińskiego. Muzyka grupy nawiązuje do tradycyjnej muzyki chasydzkiej i free jazzu, reinterpretując przedwojenne żydowskie pieśni religijne (niguny, frejlaksy). Debiutancki album grupy został wydany w 2007 roku nakładem Kilogram Records. We wrześniu 2007 roku Shofar obok Ścianki, Mitch&Mitch, Pink Freud i innych zespołów wziął udział w dwudniowym festiwalu Mizrach zorganizowanym przez Muzeum Historii Żydów Polskich w Warszawie; utwór „Tis-Nign” nagrany podczas tego wydarzenia znalazł się na płycie Mizrach dołączonej do grudniowego numeru Przekroju.
18 grudnia 2013 w warszawskim klubie Powiększenie miała miejsce premiera albumu DVD Shofar. Materiał nagrany został w tymże klubie w lutym 2012.

## Skład
- Raphael Rogiński – gitara elektryczna
- Mikołaj Trzaska – saksofon, klarnet basowy
- Macio Moretti – perkusja

## Dyskografia
- Shofar (2007, Kilogram Records)
- Ha-huncvot (2013, Kilogram Records)
- Live at Powiększenie (koncertowe DVD; 2014, Kilogram Records)
- Gold of Małkinia (album koncertowy; 2015, Kilogram Records)